# Pedro de Almeida (atleta)
Pedro de Almeida (3 de setembro de 1939 – 21 de setembro de 2012) foi um atleta português. Ele competiu no salto em comprimento masculino nos Jogos Olímpicos de Verão de 1960.